# Martin Andersson (Fußballspieler, 1981)
Martin Andersson (* 16. Januar 1981) ist ein ehemaliger schwedischer Fußballspieler. Der Abwehrspieler, der in seiner Karriere nur für IF Elfsborg auflief, gewann mit dem Klub zweimal den schwedischen Meistertitel.

## Werdegang
Andersson begann mit dem Fußballspielen bei Arentorps SK. 1997 wechselte er zu IF Elfsborg, wo er zunächst hauptsächlich im Nachwuchsbereich spielte. Parallel spielte er sich in die schwedischen Nachwuchsnationalmannschaften. 2000 berief ihn schließlich Torbjörn Nilsson in die schwedische U-21-Auswahl, in der er in den folgenden Jahren unregelmäßig an der Seite von Nils-Eric Johansson, Mikael Dorsin, Christian Wilhelmsson und Jimmy Tamandi auflief. 
2000 rückte Andersson bei seinem Klub in die Wettkampfmannschaft auf, musste aber bis zu seinem Debüt in der Allsvenskan bis Ende Mai 2001 warten.
Anfangs noch Ergänzungsspieler, kam er im Endspiel um den schwedischen Landespokal gegen AIK als Einwechselspieler zum Einsatz. In der Verlängerung eingewechselt, vergab er im Elfmeterschießen seinen Elfmeter. Dies war jedoch nicht der einzige Fehlschuss, so dass nach dem von Johan Wiland parierten Elfmeter von Sharbel Touma – dem siebten verschossenen Strafstoß im Elfmeterschießen – IF Elfsborg den Titel gewann. In der Folgezeit etablierte sich Andersson in der Abwehrreihe des Klubs aus Borås, immer wieder bremsten ihn jedoch verschiedene Verletzungen. Nach dem erneuten Finaleinzug im Pokalwettbewerb 2003 stand er dieses Mal jedoch in der Startformation, als durch zwei Tore von Lars Nilsson gegen Assyriska Föreningen der erneute Triumph gelang.
Ursprünglich für den Kader für die U-21-Europameisterschaft 2004 vorgesehen, musste Andersson die Teilnahme verletzungsbedingt absagen. Auch in der Folge weiterhin nicht verletzungsfrei, kam er in der Spielzeit 2006, in der der Klub den Meistertitel gewann, lediglich zu 19 Spieleinsätzen. Unter Trainer Magnus Haglund avancierte er dennoch im Lauf der Zeit zum Schlüsselspieler und beerbte im Oktober des folgenden Jahres Anders Svensson als Mannschaftskapitän. In der Folge verlängerte der Klub im April des anschließenden Jahres seinen Vertrag bis Ende 2012. Die folgende Zeit verlief jedoch unglücklich für ihn, verschiedene Verletzungen bremsten ihn regelmäßig aus. So kam er in der Spielzeit 2011 lediglich zu sechs Saisonspielen. Eine Knieverletzung verhinderte auch zu Beginn der folgenden Saison einen Einsatz, ebenso fielen seine Innenverteidigerkollegen Daniel Mobaeck und Andreas Augustsson aus und der als defensiver Mittelfeldspieler neu verpflichtete Norweger Joackim Jørgensen rückte kurzzeitig als Vertreter in die Abwehrkette. Im Sommer kehrte er zurück ins Mannschaftstraining, war aber zwischenzeitlich ins zweite Glied gerückt. Entsprechend blieb er beim erneuten Meisterschaftsgewinn am Ende der Spielzeit 2012 ohne Spieleinsatz.